# Barbro Ribbing
Barbro von Horn, känd under tidigare namnet Barbro Ribbing, född Lieberg den 5 juli 1920 i Göteborg, död den 23 februari 2004 i Sofia församling, Stockholm, var en svensk skådespelare. Hon var 1942–1947 gift med läkaren Hans Ribbing  och 1949 med läraren Paridon von Horn, till hans död 1999.
Makarna von Horn är begravda på Solna kyrkogård.

## Filmografi i urval
- 1941 – Gatans serenad
- 1941 – Landstormens lilla argbigga
- 1941 – Tänk, om jag gifter mig med prästen
- 1942 – Gula kliniken
- 1942 – Morgondagens melodi
- 1943 – I brist på bevis
- 1943 – Det brinner en eld
- 1943 – Ungt blod
- 1944 – Gröna hissen
- 1944 – Räkna de lyckliga stunderna blott
- 1947 – Livet i Finnskogarna
- 1947 – Vår Herre tar semester

## Teater

### Roller
| År   | Roll                     | Produktion                                            | Regi            | Teater           |
| ---- | ------------------------ | ----------------------------------------------------- | --------------- | ---------------- |
| 1943 | Ulla-Britt               | Herr Blink går över alla gränser Lars-Levi Laestadius | Per Lindberg    | Vasateatern      |
| 1944 | Berthe                   | Hotellrummet Pierre Rocher                            | Ingmar Bergman  | Boulevardteatern |
| 1947 | Lady Plymdale            | Solfjädern Oscar Wilde                                | Martha Lundholm | Vasateatern      |
| 1949 | Germaine, skådespelerska | Kiki André Picard                                     | Martha Lundholm | Vasateatern      |